# Alec Templeton
Alec Templeton (Ealing Middlesex, Anglia, 1948. január 6. –) nyelvtanár, tanárképző docens, pedagógiai módszertani könyvek és cikkek szerzője.
Tanári pályafutását 1972-ben kezdte. Angoltanárként dolgozott különböző Waldorf-iskolákban és a bázeli Leonhard Gimnáziumban. Tanárképző kurzusait Németországban, Észtországban, Svédországban, Svájcban, Oroszországban, Finnországban, Olaszországban, Magyarországon és Norvégiában tartja.
Pedagógiai cikkeiben és könyveiben olyan gyakorlatok bemutatására helyezi a hangsúlyt, melyek korosztályoknak megfelelően az elméleti nyelvtanulástól elvezetnek a nyelv készségszintű használatához.

## Könyvei és fontosabb cikkei
- Teaching English to Teens and Preteens; ISBN: 9789630621212
- Teaching Youngsters English; ISBN: 9789631278705
- Fremdsprachen in der Waldorfschule - Heft 3 (társszerző) ISBN: 9783940606792
- Aus dem Englischunterricht der Mittelstufe;  Pädagogischen Forschungstelle
- How to turn vocabulary into language;[3] Cikk: in Erziehungskunst, 2013
- Wie Wörter zu Worten werden; Cikk: in Erziehungskunst, 2013 [5]
- Das erste Waldorf Grammatik Lehrbuch?; Cikk: in Erziehungskunst, 2010 [6]

## Recenziók a könyveiről[7]
- Review of Teachng English to Teens and Preteens in German by Marcel Frei In Basler Schulblatt, 2008
- Review of Teaching English to Teens and Preteens in German by A. Denjean in Erziehungskunst, 2007